# 猎装车

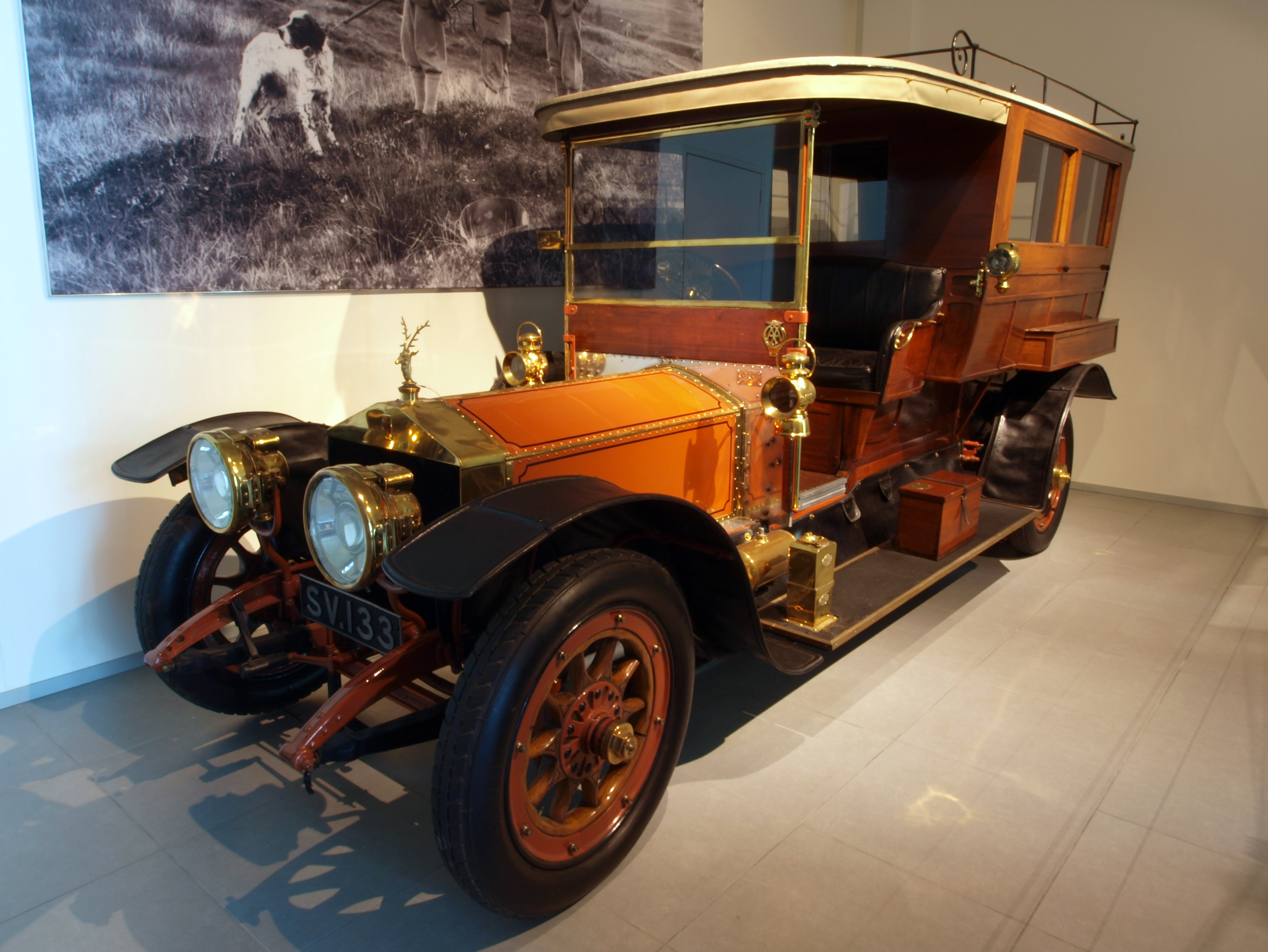
1910年 勞斯萊斯 Silver Ghost Shooting Brake

猎装车（英語：Shooting brake），是汽車車身設計的一種形式。顧名思義是三門或五門的佈局，同時具備跑車風格、性能與旅行車大空間機能的一種車款。「Shooting brake」一詞源於19世紀的英國，當時的紳士名流乘坐這類的車輛打獵，和運載他們的獵槍和獵物。

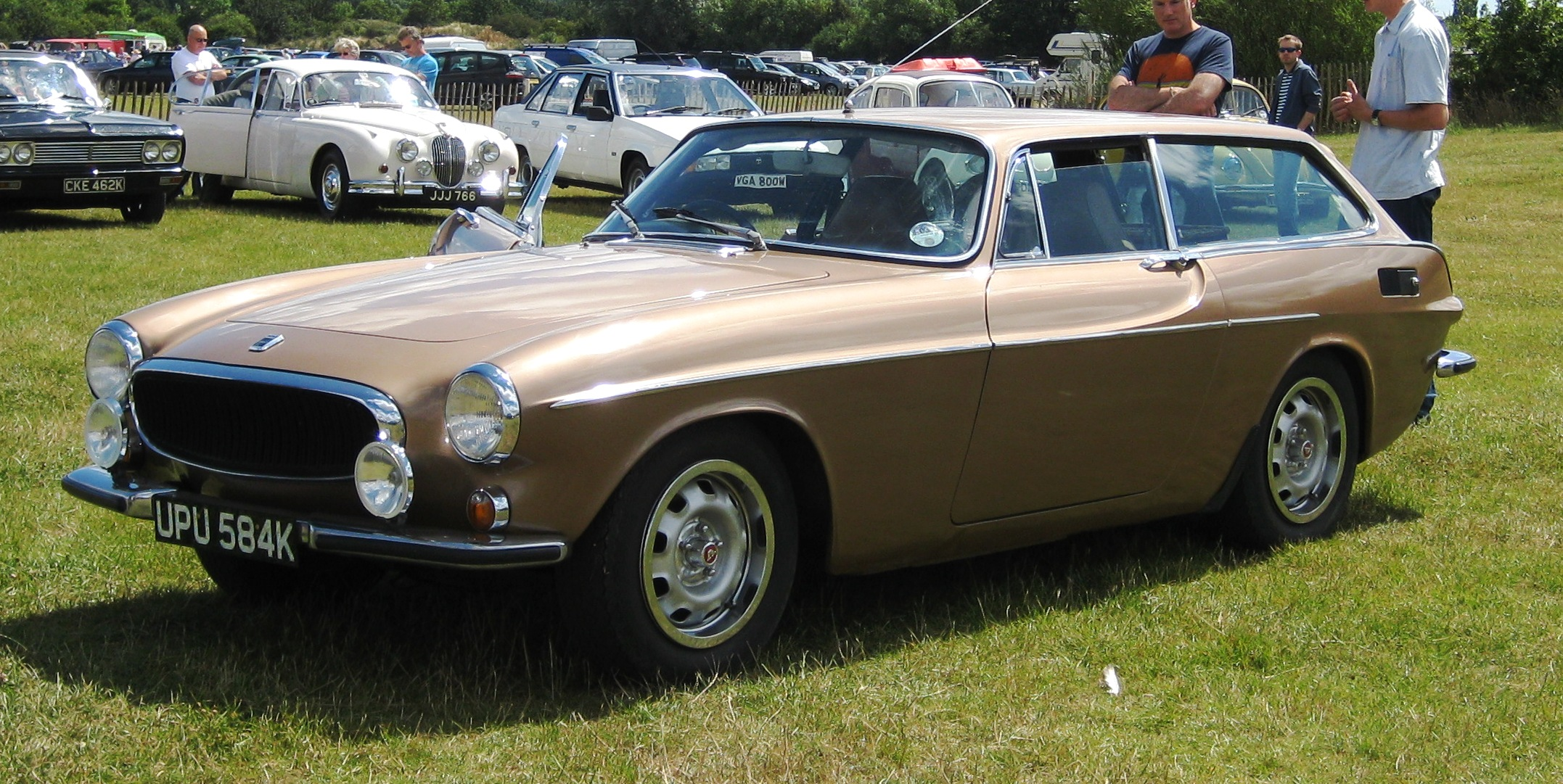
富豪 1800ES (1972年-1973年)

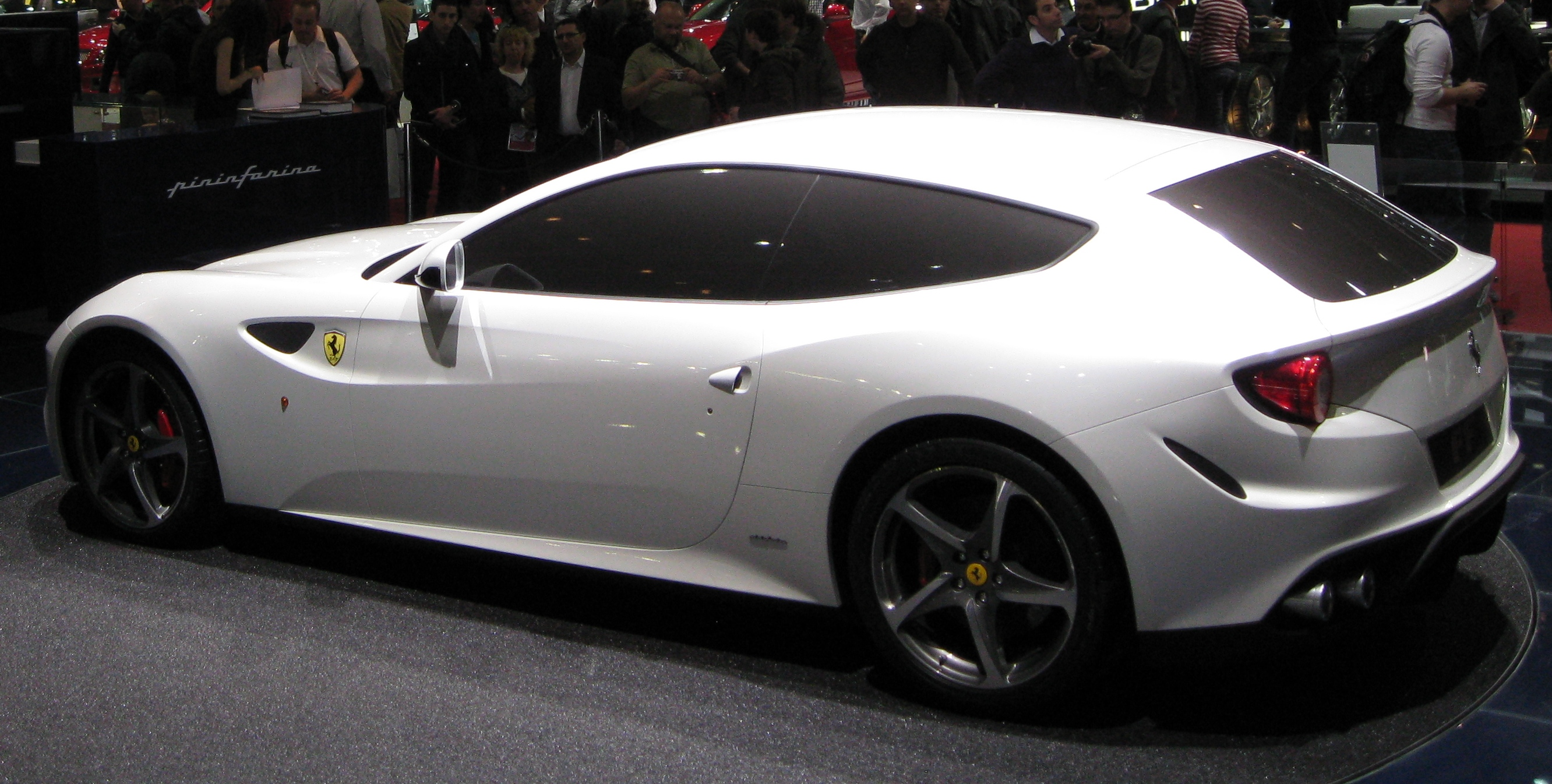
法拉利FF (2011年)

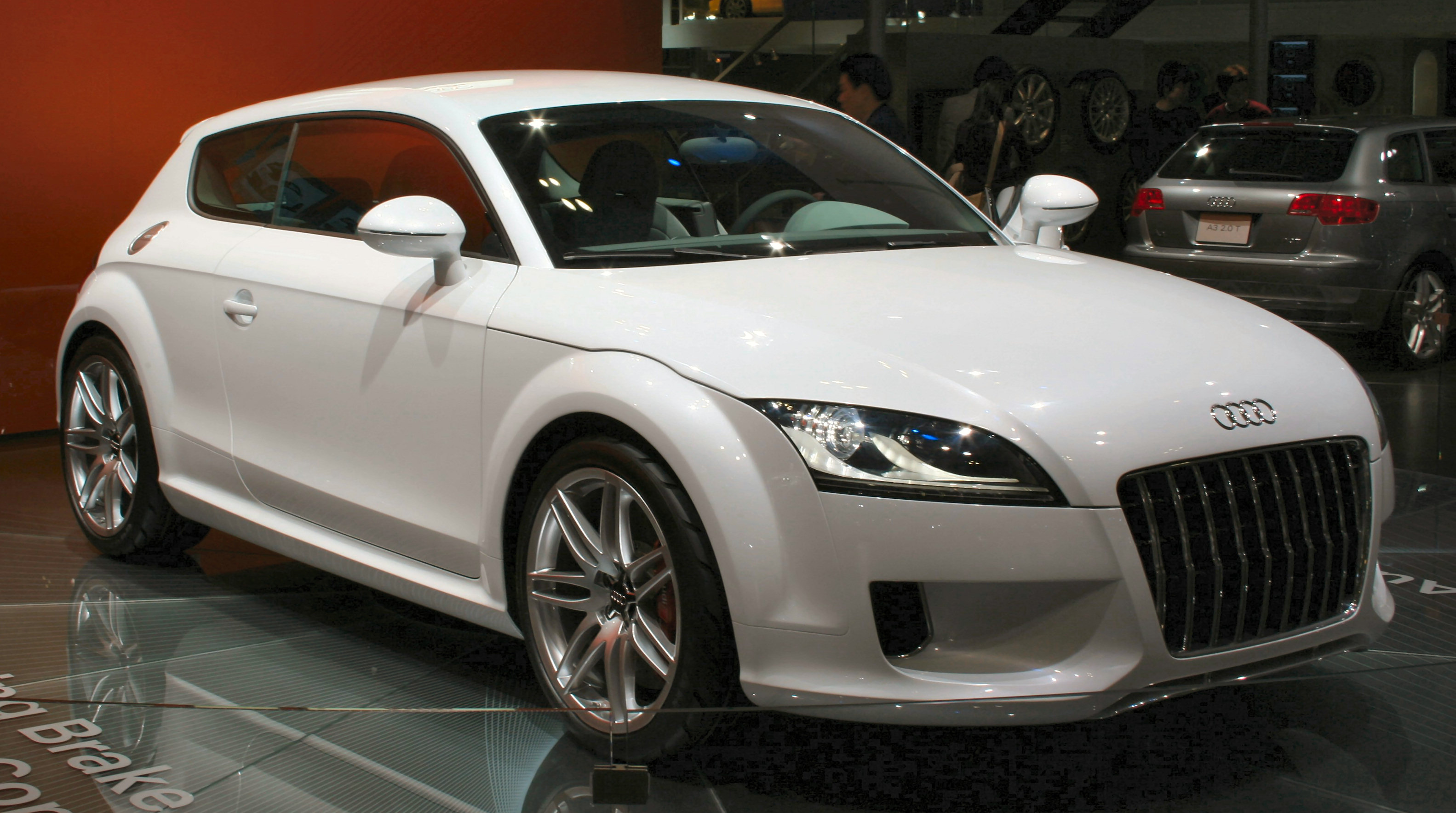
奧迪 Shooting Brake Concept (2005年)

## 外部連結
- Coachbuild.com Shooting Brakes Archive （页面存档备份，存于）